# Terminator (Filmfigur)
Der Terminator (auch bekannt als Cyberdyne Systems Model 101 (CSM 101) und T-800) ist eine fiktive Figur aus dem Terminator-Franchise, die von Arnold Schwarzenegger verkörpert wird und einen Androiden darstellen soll. Nach diesem Vorbild wurden andere fiktive Terminator-Figuren entwickelt.

## Auftritte
Der erste Auftritt des Terminators war in Terminator, einem Science-Fiction-Film aus dem Jahr 1984 von James Cameron, als Antagonist. Im Film wurde der Terminator von Maschinen, die die Menschheit als Bedrohung sehen, aus der Zukunft in die Vergangenheit geschickt, um Sarah Connor zu töten, um die Geburt von John Connor, dem Mann, der die Unterwerfung der Menschheit durch die Maschinen verhindern wird, zu verhindern.
Obwohl der originale Terminator in besagtem Film zerstört wurde, kommt das gleiche Modell in den Nachfolgerfilmen vor. In Terminator 2 – Tag der Abrechnung, Terminator 3 – Rebellion der Maschinen, Terminator Genisys und Terminator: Dark Fate ist der Terminator der Protagonist statt der Antagonist, den auch einer der T-800-Terminatoren in einer Nebenrolle im vierten Terminator-Film Terminator: Die Erlösung darstellt.
Der Terminator hat außerdem Auftritte in einigen Computerspielen, darunter; The Terminator, Terminator 3: War of the Machines, Robocop Versus The Terminator, Terminator Salvation, Terminator 3: The Redemption, The Terminator: Dawn of Fate, The Terminator: Future Shock, Terminator 3: Rise of the Machines, The Terminator: Rampage und Terminator: Survivors.

## Rezeption
In einer Rangliste des American Film Institute (AFI) mit dem Titel AFI’s 100 Years...100 Heroes & Villains nimmt der Terminator gleich zwei Plätze ein: Platz 48 der ikonischsten Helden sowie Platz 22 der ikonischsten Schurken in Filmen.
In der von dem britischen Filmmagazin Empire erstellten Liste der „100 greatest film characters“ belegt der Terminator Rang 14.
Stand Oktober 2019 belegt der Terminator Platz 12 der Rangliste „Best Movie Characters of All Time“ des Online-Magazins Ranker.